# あないかずひさ
あない かずひさ（1975年8月25日（49歳）- ）は、日本の放送作家。脚本家。作家。エッセイスト。本名、穴井 一久（読み同じ）。東京都世田谷区出身。血液型B型。既婚。甥はK-1選手の寧仁太・アリ。元お笑い芸人であり、かつては吉本興業・プロダクション人力舎に所属していた。

## 来歴
1995年、吉本興業が運営する養成所である東京NSCへ1期生として入学し、当初はお笑い芸人として活動（当時の同期には品川庄司や東京ダイナマイトのハチミツ二郎などがいる）。2002年にはプロダクション人力舎が運営する養成所スクールJCAへ11期生として入学し、卒業後はお笑いコンビ「IQ」として人力舎に所属。「IQ」を解散後、2004年に木村直博とコンビ「Lucy!」（2006年に「ルーシー」と改名）を結成。引き続き人力舎にて活動するも2007年8月に解散し、その後は放送作家へと転身。前述の影響から現在も人力舎芸人との交友関係が多く、アンジャッシュの座付き作家でもある。
現在は主に「LIFE!〜人生に捧げるコント〜」（NHK総合）や、「そこ曲がったら、櫻坂?」「日向坂で会いましょう」（共にテレビ東京系列）などの脚本・構成を担当。2016年に放送された星野源主演のコント「オモえもん」を始め、内村光良がスーパーの店員に扮し割引をする「スーパースター」、ムロツヨシ主演のなにかと理由をつけて女性を口説こうとする「持ち込もうとする男」等、数多くのコントを手掛けている。
また、坂道グループ（乃木坂46、櫻坂46、日向坂46）のイベント・コンサートの構成などにも携わっている。

## 担当番組

### 現在

#### NHK
- LIFE!〜人生に捧げるコント〜（NHK総合）
- コントの日（NHK総合）
- ダーウィンが来た!（NHK総合）
- 坂道テレビ（NHK総合）
- 世界四大化計画（NHK総合）
- 沼にハマってきいてみた（NHK Eテレ)
- 東京03の好きにさせるかッ!（NHKラジオ）

#### TBS系
- 人生最高レストラン（TBSテレビ）
- 中居正広の金曜日のスマイルたちへ（TBSテレビ）
- 乃木坂お試し中（TBSチャンネル）

#### テレビ東京系
- そこ曲がったら、櫻坂?（テレビ東京）
- 日向坂で会いましょう（テレビ東京）

#### フジテレビ系
- 人志松本のすべらない話（フジテレビ）

### 担当していた番組

#### NHK
- 第72回NHK紅白歌合戦（NHK総合）
- 有田Pおもてなす（NHK総合）
- 今日は一日“乃木坂46”三昧（NHK-FM)

#### 日本テレビ系
- エンタの神様（日本テレビ）

#### テレビ朝日系
- 相葉マナブ（テレビ朝日）
- 品評会ばんちょー（朝日放送テレビ）

#### TBS系
- ザキ神っ! 〜ザキヤマさんとゆかいな仲間たち〜（TBSテレビ）
- ぶっこみジャパニーズ（TBSテレビ）
- オトナの!（TBSテレビ）
- E-girlsが!モンクの叫び（TBSテレビ）
- さんま・玉緒のお年玉あんたの夢をかなえたろかスペシャル（TBSテレビ）
- ギャル天（TBSテレビ）
- なりきり散歩〜絶対に素に戻るな〜（CBCテレビ）
- 前略 ロンブー淳様 私、移住しました（SBC信越放送）[4]
- SKE48 ZERO POSITION 〜チームスパルタ!能力別アンダーバトル〜（TBSチャンネル）
- 乃木坂46えいご（TBSチャンネル）

#### テレビ東京系
- お憑依さん（テレビ東京）
- 〜突撃!はじめましてバラエティ〜イチゲンさん（テレビ東京）
- 欅って、書けない?（テレビ東京）
- ひらがな推し（テレビ東京）
- おぎやはぎ&大久保の韓国弾丸オトナツアー〜くせもの3人のホンネの旅〜（テレビ東京）
- サイモンズベストテン（テレビ東京）

#### フジテレビ系
- たんぺん!〜大人のコメディ劇場〜（フジテレビ）
- 今田耕司プレゼンツ 鶴瓶vs未知数芸人 俺の相方誰やねん!?スペシャル（関西テレビ）
- ヨルスパ!（関西テレビ）

#### TOKYO MX
- バカヂカラ（TOKYO MX）
- ハシゴマン（TOKYO MX）

#### WOWOW
- WHO I AM （WOWOW）

#### ネット配信
- 大好き!日向坂46〜芸能界おひさま化計画&ライブ映像蔵出しSP〜（ひかりTV・dTVチャンネル）
- のぎ天（Rakuten TV）
- 乃木坂ゴルフ倶楽部（Rakuten TV)

他、多数。

## 映像作品
- 乃木坂46 10thシングル「何度目の青空か」和田まあや 個人PV「まあやと休日」　他出演者：早出明弘、本田あやの（本田兄妹）※監督
- 乃木坂46 11thシングル「命は美しい」北野日奈子×和田まあや ペアPV「和田と北野の見分け方」　他出演者：早出明弘、大水洋介（ナレーション）※監督
- 乃木坂46 13thシングル「今、話したい誰かがいる」和田まあや 個人PV「瞬間」　他出演者：早出明弘※監督
- 乃木坂46 14thシングル「ハルジオンが咲く頃」鈴木絢音 個人PV「飛行機を飼う女」　他出演者：島田ゆかり※監督
- 乃木坂46 17thシングル「インフルエンサー」佐々木琴子 個人PV「クイズ 佐々木琴子」　他出演者：早出明弘、ポテンシャル聡※監督
- 乃木坂46 27thシングル「ごめんね Fingers crossed」北野日奈子 個人PV「ワタシがアイドルでいられる時間」※構成及びプロデューサー
- 乃木坂46 30thシングル「好きというのはロックだぜ！」奥田いろは 個人PV「わたしが奥田いろはです」※ 構成及びプロデューサー
- 乃木坂46 乃木恋限定ムービー「また好きって言わなくちゃ」※脚本

## 出演

### テレビ
- 爆笑オンエアバトル（NHK総合、2005年12月3日）- 戦績0勝1敗 最高265KB　※「Lucy!」として出演。
- 関根&優香の笑うお正月2007（テレビ朝日、2007年1月2日）※「ルーシー」として出演。
- 笑・神・降・臨（NHK総合、2009年4月13日）※アンジャッシュの作家として出演。
- アメトーーク!（テレビ朝日、2010年5月6日）※鈴木拓（ドランクドラゴン）の友人として出演。

### ラジオ
- 笑ってE-じゃん!（ラジオ日本）※「ルーシー」として出演。